# Kjujutingde
Il Kjujutingde (in russo Кюютингдэ?) è un fiume della Russia, affluente di destra dell'Olenëk, che scorre nella parte settentrionale della Siberia Orientale, nel Bulunskij ulus della Sacha (Jacuzia).
Il fiume a origine nella parte meridionale dell'altopiano Kystyk dalla confluenza dei fiumi Debengde (lungo 58 km) e Sygynachtach (40 km). Scorre dapprima in direzione meridionale, poi occidentale. Sfocia nell'Olenëk nel suo basso corso, a 392 km dalla foce. Il fiume ha una lunghezza di 138 km (196 km se conteggiati dalla sorgente del Debengde); il bacino è di 3 420 km². Gela dalla prima metà di ottobre, sino all'inizio di giugno. I maggiori affluenti sono: da destra, il Charyjalach, lungo 64 km e, da sinistra, il Bulbarangda, lungo 80 km.